# Vonyarcvashegy
Vonyarcvashegy è un comune dell'Ungheria di 2.393 abitanti (dati 2021), sulla riva nordorientale del lago Balaton. È situato nella contea di Zala.

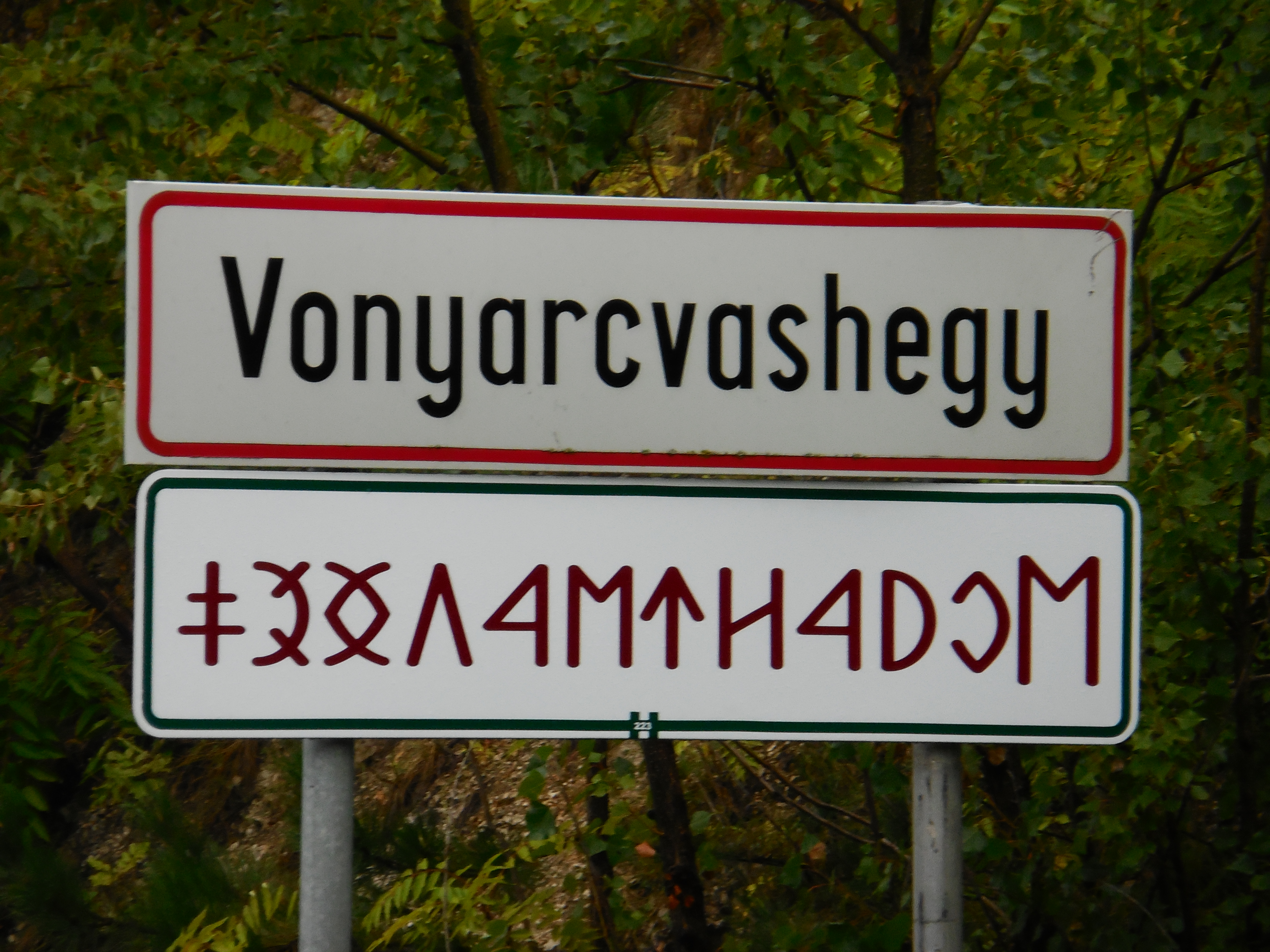
Il cartello del comune con la traslitterazione in rovásírás